# Oddvar Træen
Oddvar Træen (Voss, 25 novembre 1942) è un ex calciatore norvegese, di ruolo portiere.

## Carriera
Træen ha vestito la maglia del Brann, dal 1968 al 1977. Ha totalizzato 55 presenze in campionato, in questo arco di tempo. Ha contribuito alla vittoria del Norgesmesterskapet 1972. Il Brann ha vinto anche il Norgesmesterskapet 1976, nella cui finale Træen è rimasto in panchina. In virtù di questo successo, la squadra ha partecipato alla Coppa delle Coppe 1977-1978, in cui Træen ha disputato 3 partite.
Terminata l'attività agonistica, ha lavorato come poliziotto, a Florø.

## Statistiche

### Presenze e reti nei club
Statistiche aggiornate al 19 dicembre 2016.
| Stagione     | Club         | Campionato   | Campionato | Campionato | Coppe nazionali | Coppe nazionali | Coppe nazionali | Coppe continentali | Coppe continentali | Coppe continentali | Supercoppe | Supercoppe | Supercoppe | Totale | Totale |
| Stagione     | Club         | Comp         | Pres       | Reti       | Comp            | Pres            | Reti            | Comp               | Pres               | Reti               | Comp       | Pres       | Reti       | Pres   | Reti   |
| ------------ | ------------ | ------------ | ---------- | ---------- | --------------- | --------------- | --------------- | ------------------ | ------------------ | ------------------ | ---------- | ---------- | ---------- | ------ | ------ |
| 1968         | Brann        | 1D           | 6          | -?         | CN              | 3               | -?              | -                  | -                  | -                  | -          | -          | -          | 9      | -?     |
| 1969         | Brann        | 1D           | 12         | -?         | CN              | 3               | -?              | -                  | -                  | -                  | -          | -          | -          | 15     | -?     |
| 1970         | Brann        | 1D           | 1          | -?         | CN              | 0               | 0               | -                  | -                  | -                  | -          | -          | -          | 1      | -?     |
| 1971         | Brann        | 1D           | 9          | -?         | CN              | 1               | -?              | -                  | -                  | -                  | -          | -          | -          | 10     | -?     |
| 1972         | Brann        | 1D           | 14         | -?         | CN              | 6               | -?              | -                  | -                  | -                  | -          | -          | -          | 20     | -?     |
| 1973         | Brann        | 1D           | 4          | -?         | CN              | 0               | 0               | -                  | -                  | -                  | -          | -          | -          | 4      | -?     |
| 1974         | Brann        | 1D           | 0          | 0          | CN              | 0               | 0               | -                  | -                  | -                  | -          | -          | -          | 0      | 0      |
| 1975         | Brann        | 1D           | 4          | -?         | CN              | 3               | -?              | -                  | -                  | -                  | -          | -          | -          | 7      | -?     |
| 1976         | Brann        | 1D           | 0          | 0          | CN              | 0               | 0               | -                  | -                  | -                  | -          | -          | -          | 0      | 0      |
| 1977         | Brann        | 1D           | 5          | -?         | CN              | 2               | -?              | CdC                | 3                  | -4                 | -          | -          | -          | 10     | -?     |
| Totale Brann | Totale Brann | Totale Brann | 55         | -?         |                 | 18              | -?              |                    | 3                  | -4                 |            | -          | -          | 76     | -?     |
| Totale       | Totale       | Totale       | 55         | -?         |                 | 18              | -?              |                    | 3                  | -4                 |            | -          | -          | 76     | -?     |

## Palmarès

### Club
- Coppa di Norvegia: 2

Brann: 1972, 1976